# Polylepis reticulata
Polylepis reticulata es una especie de árbol del género Polylepis, endémica de Peru y Ecuador.

## Estado de conservación
El World Conservation Monitoring Centre (WCMC) en el año 2004 clasificó, a través de la Lista Roja de la UICN, a P. reticulata como una especie vulnerable. Recientes estudios de investigadores de la ONG NorAndean Forest, la Universidad de Navarra y la Universidad Nacional de Cajamarca en la cordillera norte del Peru, específicamente en la provincia de cajamarca, han identificado una población aislada de la especie lo que amplia su rango de distribución restringido inicialmente a Ecuador.

## Taxonomía
Polylepis reticulata fue descrita por el botánico alemán Jorge Hieronymus y publicada en Botanische Jahrbücher für Systematik, Pflanzengeschichte und Pflanzengeographie 21: 312 en 1896.
Etimología
Polylepis: nombre genérico que deriva del griego: polys que significa "muchos" y lepis que significa "escamas".
reticulata: epíteto latino que deriva de la palabra reticulatus que significa "reticulado, con forma de red".
Sinonimia
- Polylepis nitida Bitter Bot. Jahrb. Syst. 45: 615. 1911.
- Polylepis brachyphylla Bitter Bot. Jahrb. Syst. 45: 616. 1911.